# Dikaliumhexafluorotitanat
Dikaliumhexafluorotitanat, K2[TiF6] ist die Kaliumverbindung mit der Hexafluorotitansäure H2[TiF6].

## Verwendung
Das Salz wird als analytischen Reagenz, Legierungszusatz, Flammschutzmittel und Fließmittel zum Gießen verwendet. Bei der Herstellung von Titansäure und Titanlegierungen findet es weitere Anwendung. Einsetzung ist auch in der Metalloberflächenbehandlung und-veredlung, in Waschmitteln und Abformverfahren für Zahnformen anzutreffen.

## Eigenschaften
Dikaliumhexafluorotitanat ist ein weißes Pulver mit einem pH-Wert von 4–5 bei 20 °C. Die Schüttdichte liegt bei 1,1–1,2 g·l−1. Es ist leicht löslich in anorganischen Säuren.

## Toxikologie
Beim Verschlucken ist die Verbindung giftig. Die Augen werden schwer durch das Salz geschädigt. Der Körper kann mit einer allergischen Reaktion an der Haut reagieren.